# Scopula elegantula
Scopula elegantula är en fjärilsart som beskrevs av Claude Herbulot 1978. Scopula elegantula ingår i släktet Scopula och familjen mätare. Inga underarter finns listade.